# Людвін (гміна)
Гміна Людвін (пол. Gmina Ludwin) — сільська гміна у східній Польщі. Належить до Ленчинського повіту Люблінського воєводства.
Станом на 31 грудня 2011 у гміні проживало 5232 особи.

## Площа
Згідно з даними за 2007 рік площа гміни становила 120.51 км², у тому числі:
- орні землі: 70.00%
- ліси: 14.00%

Таким чином, площа гміни становить 19.02% площі повіту.

## Населення
Станом на 31 грудня 2011:
| Опис     | Загалом | Загалом | Чоловіки | Чоловіки | Жінки | Жінки |
| -------- | ------- | ------- | -------- | -------- | ----- | ----- |
| одиниця  | осіб    | %       | осіб     | %        | осіб  | %     |
| все      | 5232    | 100     | 2635     | 50.36    | 2597  | 49.64 |
| міське   | 0       | 100     | 0        |          | 0     |       |
| сільське | 5232    | 100     | 2635     | 50.36    | 2597  | 49.64 |

## Сусідні гміни
Гміна Людвін межує з такими гмінами: Цицув, Ленчна, Острів-Любельський, Пухачув, Сосновиця, Спічин, Уршулін, Усцимув.